# Чаюн Ігор Олександрович
Ігор Олександрович Чаюн — старший лейтенант Збройних сил України, учасник російсько-української війни, що загинув у ході російського вторгнення в Україну.

## Життєпис
Народився 26 лютого 1987 року в с. Терпінні Мелітопольського району Запорізької області.
Закінчив ХНУПС імені Івана Кожедуба. На початок російського вторгнення в Україну проходив військову службу в м. Мелітополі, старший лейтенант.
Загинув 24 лютого 2022 року в результаті ракетного обстрілу російськими окупантами військового аеродрому 25 БрТА.

## Нагороди
- орден «За мужність» III ступеня (2022, посмертно) — за особисту мужність і самовіддані дії, виявлені у захисті державного суверенітету та територіальної цілісності України, вірність військовій присязі.